# Peter Strauss
Peter Lawrence Strauss (Croton-on-Hudson, 20 febbraio 1947) è un attore statunitense.

## Biografia
Laureatosi nel 1969 alla Northwestern University, Peter Strauss fu il protagonista del western Soldato blu (1970), ispirato al massacro di Sand Creek e tra i primi film a riscrivere con occhio critico l'operato dei soldati statunitensi durante le guerre indiane. Dopo questo notevole esordio cinematografico con il ruolo del soldato Honus Gent, Strauss faticò a trovare la propria strada sul grande schermo.
Con il suo aspetto perbene, e perciò non molto adatto a certi occasionali ruoli da duro, riuscì ad affermarsi sul piccolo schermo come protagonista della miniserie televisiva Il ricco e il povero, nel ruolo di Rudolph Jordache, e nel suo seguito Il ricco e il povero II. Vinse il premio Emmy 1979 come attore protagonista per il film televisivo La corsa di Jericho.
Diventato un divo del piccolo schermo, ha collezionato vari successi con Young Joe, the Forgotten Kennedy (1977), Masada (1981), Caino e Abele (1985), Tenera è la notte (1985), dall'omonimo romanzo di Francis Scott Fitzgerald, Peter Gunn (1989). Nel 2000 ha partecipato nel ruolo del protagonista Charlie McClain al film per la televisione La scelta di Charlie, in cui ha recitato accanto a Mary McDonnell e Michelle Trachtenberg. 

## Filmografia parziale

### Cinema
- Hail, Hero!, regia di David Miller (1969)
- Soldato blu (Soldier Blue), regia di Ralph Nelson (1970)
- Il sergente Klems, regia di Sergio Grieco (1971)
- Gli ultimi fuochi (The Last Tycoon), regia di Elia Kazan (1976)
- Brisby e il segreto di NIMH (The Secret of NIMH), regia di Don Bluth (1982) - voce
- Il cacciatore dello spazio (Spacehunter: Adventures in the Forbidden Zone), regia di Lamont Johnson (1983)
- Minuti contati (Nick of Time), regia di John Badham (1995)
- Keys to Tulsa, regia di Leslie Greif (1997)
- xXx 2: The Next Level (xXx: State of the Union), regia di Lee Tamahori (2005)
- Licenza di matrimonio (License to Wed), regia di Ken Kwapis (2007)
- Operation Finale, regia di Chris Weitz (2018)

### Televisione
- Giovani avvocati (The Young Lawyers) – serie TV, episodio 1x03 (1970)
- Il ricco e il povero (Rich Man, Poor Man) – miniserie TV, 21 puntate (1976-1977)
- La corsa di Jericho (The Jericho Mile), regia di Michael Mann – film TV (1979)
- The trial - Sentenza pericolosa (The Penalty Phase), regia di Tony Richardson – film TV (1986)
- Peter Gunn, regia di Blake Edwards – film TV (1989)
- La scelta di Charlie (A Father's Choice), regia di Christopher Cain – film TV (2000)
- Ragazze di zucchero (Sugar Daddies), regia di Doug Campbell – film TV (2014)
- Grey's Anatomy – serie TV, episodio 16x12 (2020)

## Doppiatori italiani
Nelle versioni in italiano delle opere in cui ha recitato, Peter Strauss è stato doppiato da:
- Massimo Turci in Soldato blu, Il sergente Klems
- Massimo Lodolo in The Trial - Sentenza pericolosa, Peter Gunn
- Gianni Giuliano in Licenza di matrimonio, Ragazze di zucchero
- Piero Tiberi in Le strade di San Francisco
- Sergio Di Stefano in Il ricco e il povero
- Stefano De Sando in La scelta di Charlie
- Roberto Chevalier in xXx 2: The Next Level

Come doppiatore è sostituito da:
- Sergio Di Stefano in Brisby e il segreto di NIMH

## Premi e riconoscimenti
- Primetime Emmy Awards
  - 1979 - Migliore attore protagonista in una miniserie o film - La corsa di Jericho (The Jericho Mile)